# Cropia minthe
Cropia minthe är en fjärilsart som beskrevs av Druce. Cropia minthe ingår i släktet Cropia och familjen nattflyn. Inga underarter finns listade i Catalogue of Life.